# Henry William Chandler
Henry William Chandler (31 de enero de 1828 - 16 de mayo de 1889) fue un escolástico inglés.
Nació en Londres. En 1848 ingresó en el Pembroke College de Oxford, donde fue elegido fellow en 1853. En 1867 sucedió a Henry Longueville Mansel como Waynflete professor de filosofía moral y metafísica, y en 1884 fue contratado como curador de la Biblioteca Bodleiana. Murió por su propia mano en Oxford en 1889.